# Zesdaagse van Bordeaux
De Zesdaagse van Bordeaux is een wielerwedstrijd op de piste, een aantal teams van twee man komen tegen elkaar uit. Het team dat aan het einde van de 3 dagen  de meeste ronden heeft gereden en/of de meeste punten heeft verzameld is de winnaar. In de loop van de dagen worden er verschillende deelwedstrijden ingelast, waarmee extra punten en te verdienen zijn. 
Deze wedstrijd werd voor het eerst in 1989 en het laatst in 1997 gereden in de Franse stad Bordeaux.

## Lijst van winnaars
| Jaar | Winnaars                                         |
| 1989 | ITA Pierangelo Bincoletto FRA Laurent Biondi     |
| 1990 | FRA Gilbert Duclos-Lassalle BEL Etienne De Wilde |
| 1991 | FRA Laurent Biondi FRA Gilbert Duclos-Lassalle   |
| 1992 | FRA Pascal Lino NED Peter Pieters                |
| 1993 | ITA Adriano Baffi ITA Giovanni Lombardi          |
| 1994 | SUI Kurt Betschart SUI Bruno Risi                |
| 1995 | FRA Frédéric Magné BEL Etienne De Wilde          |
| 1996 | ITA Silvio Martinello ITA Marco Villa            |
| 1997 | ITA Silvio Martinello ITA Marco Villa            |